# Werner Teske
Werner Teske (Berlino, 24 aprile 1942 – Lipsia, 26 giugno 1981) è stato un ufficiale tedesco, in servizio presso la Stasi. Fu giustiziato dopo essere stato riconosciuto colpevole di "tradimento pianificato". Fu l'ultima persona giustiziata nella Repubblica Democratica Tedesca e l'ultima persona ad essere giustiziata in Germania.

## Processo ed esecuzione
Fu giudicato dalla I Sezione Penale Militare della Corte Suprema della Germania Est e nonostante gli argomenti del difensore in merito alla mancata defezione e sulla diffusione delle argomentazioni in Occidente, Teske fu condannato a morte nel 1981.
La sentenza fu eseguita poco dopo, con un colpo alla testa sparato da una pistola con il silenziatore, nel seminterrato della prigione del carcere di Alfred-Kästner-Straße, Lipsia. Il colpo mortale fu inflitto, senza preavviso, dopo che il condannato entrò nella sala delle esecuzioni. Sia il processo che l'esecuzione furono mantenute segrete dalle autorità della Germania Est e furono nascosti anche ai parenti più stretti di Teske.
Dalla storia di Teske e dalle vicende legate al processo è stato tratto il film Nachschuss di Franziska Stünkel del 2021.